# Кетроаса
Кетроаса (рум. Chetroasa) — село у Кріуленському районі Молдови. Входить до складу комуни, адміністративним центром якої є село Грушова.

## Населення
За даними перепису населення 2004 року у селі проживали 150 осіб, усі — молдавани.